# Lagueruela
Lagueruela es un municipio y población de España en el Campo Romanos, perteneciente a la Comarca del Jiloca, al noroeste de la provincia de Teruel, comunidad autónoma de Aragón, a 98,9 km de Teruel. Tiene un área de 26,34 km² con una población de 62 habitantes (INE 2010) y una densidad de 2,35 hab/km². El código postal es 44492.

## Historia
En el año 1248, por privilegio de Jaime I, este lugar se desliga de la dependencia de Daroca, pasando a formar parte de Sesma de Barrachina en la Comunidad de Aldeas de Daroca, que en 1838 fue disuelta.

## Demografía
Lagueruela cuenta con una población de 71 habitantes (INE 2024).
| Gráfica de evolución demográfica de Lagueruela entre 1842 y 2021                                                    |
| |
| Población de derecho según los censos de población del INE Población de hecho según los censos de población del INE |

## Administración y política
| Período   | Alcalde                | Partido |  |
| --------- | ---------------------- | ------- |  |
| 1979-1983 | Aniceto Martín Lances  | UCD     |  |
| 1983-1987 |                        |         |  |
| 1987-1991 |                        |         |  |
| 1991-1995 |                        |         |  |
| 1995-1999 |                        |         |  |
| 1999-2003 |                        |         |  |
| 2003-2007 |                        |         |  |
| 2007-2011 |                        |         |  |
| 2011-2015 | Jesús Hernández Boria  | PSOE    |  |
| 2015-2019 |                        | PSOE    |  |
| 2019-2023 | Ángel Lahuerta Mored   | PSOE    |  |
| 2023-2027 | Andreea Madalina Iorga | PSOE    |  |

| Partido político    | Partido político                                   | 2003   | 2007   | 2011   | 2015   | 2019   | 2023   |
| Partido político    | Partido político                                   | Ediles | Ediles | Ediles | Ediles | Ediles | Ediles |
|                     | Partido de los Socialistas de Aragón (PSOE-Aragón) | 1      | 1      | 1      | 3      | 3      | 2      |
|                     | Partido Aragonés (PAR)                             | —      | —      | 1      | —      | —      | —      |
|                     | Partido Popular de Aragón (PP)                     | —      | —      | 1      | —      | —      | 1      |
| Total de concejales | Total de concejales                                | 1      | 1      | 3      | 3      | 3      | 3      |

## Cultura

### Patrimonio
- Iglesia de San Pedro Apóstol, barroca siglo XVIII, mampostería.
- Ermita de San Cristóbal, siglos XV-XVI, atesora un excelente Cristo del siglo XV.
- Ermita del Santo Sepulcro, barroca del siglo XVII, una Piedad en tabla de estilo gótico flamenco del siglo XV.
- Ermita de Santo La Tonda.
- Parajes del río Huerva.

### Fiestas
- San Pedro, 29 de junio.
- San Joaquín, cuarto domingo de agosto.